# Vicepresidente de Yemen
El Vicepresidente de la República de Yemen ocupa la segunda posición política más alta de Yemen.
Según la Constitución de Yemen, el vicepresidente es nombrado por el presidente y actúa como sucesor constitucional de este en caso de una vacante. El vicepresidente asiste al presidente en sus funciones. El Presidente puede delegar algunas de sus funciones al vicepresidente.
La viscepresidencia de Yemen está actualmente ocupada por el general del Ejército de Yemen, Ali Mohsen al-Ahmar, desde el 4 de abril de 2016, después de haber sido nombrado por el presidente Abdrabbuh Mansur Hadi.

## Vicepresidentes deYemen del Norte(1977-1990)
Este cargo fue creado en 1977.
| No.                   | No.            | Imagen                      | Nombre (Fecha de nacimiento)               | Duración              | Duración            | Duración           | Partido político                        |
| No.                   | No.            | Imagen                      | Nombre (Fecha de nacimiento)               | Designado             | Cesado              | Tiempo en el cargo | Partido político                        |
| Vicepresidente        | Vicepresidente | Vicepresidente              | Vicepresidente                             | Vicepresidente        | Vicepresidente      | Vicepresidente     | Vicepresidente                          |
| --------------------- | -------------- | --------------------------- | ------------------------------------------ | --------------------- | ------------------- | ------------------ | --------------------------------------- |
|                       | 1              |                             | Abdul Karim Abdullah al-Arashi (1934–2006) | 11 de octubre de 1977 | 24 de junio de 1978 | 256 días           | Militar                                 |
| First Vice President  |                |                             |                                            |                       |                     |                    |                                         |
|                       | 2              |                             | Abdul Karim Abdullah al-Arashi (1934–2006) | 18 de julio de 1978   | 22 de mayo de 1990  | 11 años, 308 días  | Militar (hasta el 24 de agosto de 1982) |
|                       | 2              | Congreso General del Pueblo | Abdul Karim Abdullah al-Arashi (1934–2006) | 18 de julio de 1978   | 22 de mayo de 1990  | 11 años, 308 días  |                                         |
| Second Vice President |                |                             |                                            |                       |                     |                    |                                         |
|                       | 3              |                             | Abdul Aziz Abdul Ghani (1939–2011)         | Octubre de 1980       | Diciembre de 1986   | 6 años, 61 días    | Militar (hasta 24 de agosto de 1982)    |
|                       | 3              | Congreso General del Pueblo | Abdul Aziz Abdul Ghani (1939–2011)         | Octubre de 1980       | Diciembre de 1986   | 6 años, 61 días    |                                         |

## Vicepresidentes de Yemen (1990-actualidad)
| N.º                                                     | Foto                                                | Nombre (Birth–Death)                                | Inicio del mandato                                  | Fin del mandato                                     | Partido político                                    | Presidente (Term)                  |
| ------------------------------------------------------- | --------------------------------------------------- | --------------------------------------------------- | --------------------------------------------------- | --------------------------------------------------- | --------------------------------------------------- | ---------------------------------- |
| —                                                       |                                                     | Ali Salem al Beidh علي سالم البيض (1939–)           | 22 de mayo de 1990                                  | 6 de mayo de 1994                                   | Partido Socialista de Yemen                         | Ali Abdullah Saleh (1990–2012)     |
| Cargo abolido (21 de mayo de 1994–3 de octubre de 1994) |                                                     |                                                     |                                                     |                                                     |                                                     | Ali Abdullah Saleh (1990–2012)     |
| 1                                                       |                                                     | Abdrabbuh Mansur Hadi عبدربه منصور هادي (1945–)     | 3 de octubre de 1994                                | 27 de febrero de 2012                               | Congreso General del Pueblo                         | Ali Abdullah Saleh (1990–2012)     |
| Vacante (27 de febrero de 2012–13 de abril de 2015)     | Vacante (27 de febrero de 2012–13 de abril de 2015) | Vacante (27 de febrero de 2012–13 de abril de 2015) | Vacante (27 de febrero de 2012–13 de abril de 2015) | Vacante (27 de febrero de 2012–13 de abril de 2015) | Vacante (27 de febrero de 2012–13 de abril de 2015) | Abdrabbuh Mansur Hadi (desde 2012) |
| 2                                                       |                                                     | Khaled Bahah خالد محفوظ بحاح (1965–)                | 13 de abril de 2015                                 | 3 de abril de 2016                                  | Independiente                                       | Abdrabbuh Mansur Hadi (desde 2012) |
| 3                                                       |                                                     | Ali Mohsen al-Ahmar علي محسن صالح الأحمر (1945–)    | 4 de abril de 2016                                  | En el cargo                                         | Congreso General del Pueblo                         | Abdrabbuh Mansur Hadi (desde 2012) |